# Summarium Heinrici
Das Summarium Heinrici ist ein enzyklopädisches, lateinisches Kompendium mit deutschen Glossen, dessen ursprüngliche Fassung dem 11. Jahrhundert entstammt. Eine stark gekürzte zweite Fassung ist vermutlich um 1100 entstanden. Das Werk war im hohen und späten Mittelalter ein wichtiges Lehrwerk an den Klosterschulen des deutschsprachigen Raumes. Aufgrund der zahlreichen deutschen Glossen besitzt es einen großen Wert für die Forschung.

## Beschreibung
Ort und Zeitpunkt der Entstehung werden in der Forschung teils kontrovers diskutiert (etwa zwischen Reiner Hildebrandt und Werner Wegstein), auch die Umstände der Entstehung der gekürzten Fassung B sind bislang noch nicht aufgeklärt. Als Entstehungsort werden vor allem Lorsch, Würzburg und Worms diskutiert. Die Lokalisierungsversuche stützen sich insbesondere auf den Zusatz eines Schimpfwortes zum Städtenamen Worms (Wormatienses lutrudin, Buch VII, 3), was entweder als innerstädtischer Konflikt oder aber als Hinweis auf eine Entstehung in Lorsch bzw. Würzburg gewertet wird. Beim Versuch der Datierung kollidieren ältere Lautstellungen in den deutschen Glossen mit Inhalten, die auf eine etwas spätere Abfassung hindeuten. Jörg Riecke tendierte zu einer Abfassung der ersten Fassung im letzten Viertel des 11. Jahrhunderts im Kloster Lorsch.
Der Titel Summarium geht auf Seneca zurück. Dies wird im Prosaprolog der längeren Fassung A durch Zitieren eines Briefes Senecas an Lucilius untermauert. Der Name Heinrich ist nur in einem Teil der Textzeugen in einem Versprolog belegt und ermöglicht daher keine Rückschlüsse auf den Verfasser oder Auftraggeber des Kompendiums.
Als wichtigste Quellen konnten Isidor von Sevilla, Priscian und Beda Venerabilis identifiziert werden. Der besondere Wert des Summariums für die Germanistik liegt in den über 4200 deutschen Glossen, die ab dem Ende des 2. Buches der ursprünglichen Fassung eingearbeitet sind.

## Die Fassung A
Die ursprüngliche, längere Fassung ist in zehn Bücher sowie ein abschließendes Glossar untergliedert.
- Buch I: Grammatik (41 Kapitel, Hauptquellen: Priscian, Isidor)
- Buch II: Etymologie, Rhetorik, Dialektik, Chronologie, Religion und Musik (21 Kapitel, Hauptquellen: Isidor, Beda, Cassiodor, Guido von Arezzo)
- Buch III: Gott, Engel, Menschen und Tiere (20 Kapitel, Hauptquellen: Isidor, Pseudo-Isidor, Versus de piscibus)
- Buch IV: Pflanzen (12 Kapitel, Hauptquellen: Isidor, Pseudo-Apuleius)
- Buch V: Erde und Weltall (25 Kapitel, Hauptquelle: Isidor)
- Buch VI: Steine, Metalle und deren Verarbeitung (11 Kapitel, Hauptquelle: Isidor)
- Buch VII: Städte und Architektur (11 Kapitel, Hauptquellen: Isidor, Pseudo-Beda)
- Buch VIII: Völker, Ämter, Berufe, Stände und bedeutende Personen (16 Kapitel, Hauptquelle: Isidor)
- Buch IX: Bekleidung, Nahrungsmittel und Geschirr (22 Kapitel, Hauptquelle: Isidor)
- Buch X: Militär, Rechtspflege, Handwerk und Medizin (27 Kapitel, Hauptquelle: Isidor)
- Buch XI: Glossar (in zwei unterschiedlich langen Fassungen, teils gemeinsam und auch als eigenständiges Werk überliefert)

## Die Fassung B
Die zweite, im Umfang fast um die Hälfte reduzierte Fassung enthält starke Kürzungen des lateinischen Textes, wodurch die deutsche Glossierung noch deutlicher hervortritt.
- Buch I: Mensch
- Buch II: Pflanzen
- Buch III: Tiere
- Buch IV: Chronologie, Kosmo- und Geographie
- Buch V: Völker, Architektur und Steine
- Buch VI: Ernährung, Landwirtschaft, Militär und Schifffahrt

## Rezeption
Die Überlieferung der Handschriften setzt an der Wende vom 11. zum 12. Jahrhundert ein und reicht bis ins späte 15. Jahrhundert.
Das Summarium diente Hildegard von Bingen als Stichwortgeber für ihre Lingua ignota und Naturkunde, wobei sie nach den Untersuchungen von Reiner Hildebrandt beide Fassungen herangezogen hat. Herrad von Landsberg arbeitete Exzerpte aus dem Summarium in ihren Hortus Deliciarum ein. Diskutiert wird auch eine Wirkung auf den Liber ordinis rerum (ein lateinisch-deutsches Glossar aus dem späten 14. Jahrhundert), den Vocabularius Ex quo (ein um 1400 entstandenes lateinisch-deutsches Standardwörterbuch) sowie die Vokabulare von Johannes Kotman († 1350), Fritsche Closener und Jakob Twinger von Königshofen.

## Ausgaben
- Reiner Hildebrandt, textkritische Ausgabe in drei Bänden (1974/95):
  - Band 1: Textkritische Ausgabe der ersten Fassung Buch I–X. De Gruyter, 1974. ISBN 978-3-11-003750-0
    - Rezension: Werner Wegstein in Zeitschrift für deutsches Altertum und deutsche Literatur, 106. Bd., H. 1 (1977), S. 8–15
    - Rezension: Wolfgang Kleiber in Zeitschrift für Dialektologie und Linguistik, 45. Jahrg., H. 1 (1978), S. 108–109

  - Band 2: Textkritische Ausgabe der zweiten Fassung Buch I–VI sowie des Buches XI in Kurz- und Langfassung. De Gruyter, 1982.  ISBN 978-3-11-007915-9
    - Rezension: Wolfgang Kleiber in Zeitschrift für Dialektologie und Linguistik, 53. Jahrg., H. 2 (1986), S. 216–220

  - Band 3 (mit Klaus Ridder): Wortschatz. Register der deutschen Glossen und ihrer lateinischen Bezugswörter auf der Grundlage der Gesamtüberlieferung. De Gruyter, 1995.  ISBN 978-3-11-013965-5
    - Rezension: Hans Ulrich Schmid in Zeitschrift für deutsches Altertum und deutsche Literatur, 125. Bd., H. 1 (1996), S. 106–108
- Stefanie Stricker: Basel ÖBU. B IX 31. Studien zur Überlieferung des Summarium Heinrici, Langfassung, Buch XI. Vandenhoeck und Ruprecht, Göttingen 1989. ISBN 978-3-525-20328-6
  - Rezension: Reiner Hildebrandt in: Zeitschrift für deutsches Altertum und deutsche Literatur, 119. Bd., H. 4 (1990), S. 470–483
- Stefanie Stricker: Die Summarium-Heinrici-Glossen der Handschrift Basel ÖBU. B X 18. Vandenhoeck und Ruprecht, Göttingen 1990. ISBN 978-3-525-20330-9
- Werner Wegstein: Studien zum „Summarium Heinrici“. Die Darmstädter Handschrift 6. Werkentstehung, Textüberlieferung, Edition des Darmstädter Textzeugen. De Gruyter, 1985. ISBN 978-3-484-36009-9
  - Rezension: Reiner Hildebrandt in: Zeitschrift für deutsches Altertum und deutsche Literatur, 115. Bd., H. 3 (1986), S. 120–129